# 성덕초등학교 병산분교
성덕초등학교 병산분교는 대한민국 강원특별자치도 강릉시에 있었던 공립 초등학교이다. 2004년 폐교되었다.

## 연혁
- 1965년 8월 19일 성덕국민학교 병산분교 설립
- 1969년 4월 15일 병산초등학교 개교
- 1996년 3월 1일 병산초등학교로 개칭
- 1996년 9월 1일 성덕초등학교 병산분교로 격하
- 2004년 3월 1일 폐교